# Litle Bakholmen
Litle Bakholmen est une île norvégienne du comté de Hordaland appartenant administrativement à Austevoll.

## Description
Rocheuse et couverte d'arbres, elle s'étend sur environ 504 m de longueur pour une largeur approximative de 225 m. Elle compte cinq bâtiments sur sa pointe nord.